# Игумнов, Геннадий Вячеславович
Генна́дий Вячесла́вович Игу́мнов (27 октября 1936 — 20 мая 2021) — советский и российский политический и государственный деятель. Губернатор Пермской области (1996—2000).

## Биография
Родился 27 октября 1936 года в Губахе в семье офицера Красной Армии, который погиб в годы Великой Отечественной войны.
В 1956 году окончил Пермское речное училище с красным дипломом и получил направление в Ленинградское высшее мореходное училище, но не успел подать документы. Трудовую деятельность начал в Кизеле на шахте «Белый Спой» объединения «Кизелуголь». Проживал[когда?]

 в посёлке Белый Спой. Работал подземным электрослесарем, горным мастером, помощником начальника участка, заместителем главного инженера шахты. Под землей проработал около 13 лет, которые считал лучшими годами своей жизни. Окончил горный техникум с целью стать техником-разработчиком, однако был замечен в горкоме партии и исполкома и приглашён туда на работу.
С 1 мая 1969 года — заведующий промышленно-транспортным отделом Кизеловского горкома КПСС. 31 мая 1971 избран председателем Кизеловского горисполкома Совета депутатов трудящихся. В 1973 году без отрыва от работы, заочно окончил Высшую школу профдвижения по специальности «экономист по труду». Член КПСС до августа 1991 года.
В 1983—1992 годах работал в Перми на посту заведующего организационно-инструкторским отделом Пермского облисполкома, затем заведующим отделом по вопросам работы советов Пермского областного Совета народных депутатов.
В январе 1992 назначен первым заместителем главы администрации Пермской области.
12 января 1996 года указом президента Российской Федерации назначен главой администрации Пермской области. 22 декабря 1996 года был избран на должность губернатора Пермской области по результатам второго тура первых в истории Прикамья всенародных выборов губернатора.
Член Совета Федерации Федерального Собрания Российской Федерации от Пермской области с января 1996 года по январь 2001 года. С февраля 1996 года — член Комитета Совета Федерации по вопросам экономической политики.
В 2000 году проиграл выборы губернатора Пермской области Юрию Трутневу. С 2001 по 2006 год был заместителем председателя совета директоров «Лукойл-Пермь», после чего ушел на пенсию.
Дочь — бизнесмен Елена Арзуманова, внук Михаил Арзуманов — депутат Законодательного собрания Пермского края (2016—2021).
Умер 20 мая 2021 года. Похоронен на Южном кладбище Перми рядом с женой Викторией Ивановной.

## Награды
- Орден «За заслуги перед Отечеством» II степени (24 апреля 2000 года) — за большой вклад в укрепление российской государственности и последовательное проведение курса экономических реформ[7].
- Орден «За заслуги перед Отечеством» III степени (27 октября 1996 года) — за заслуги перед государством и многолетний добросовестный труд[8].
- Два ордена «Знак Почёта».
- Благодарность Президента Российской Федерации (12 августа 1996 года) — за активное участие в организации и проведении выборной кампании Президента Российской Федерации в 1996 году[9].
- Почётный гражданин Пермского края.